# آلن دیویدسون

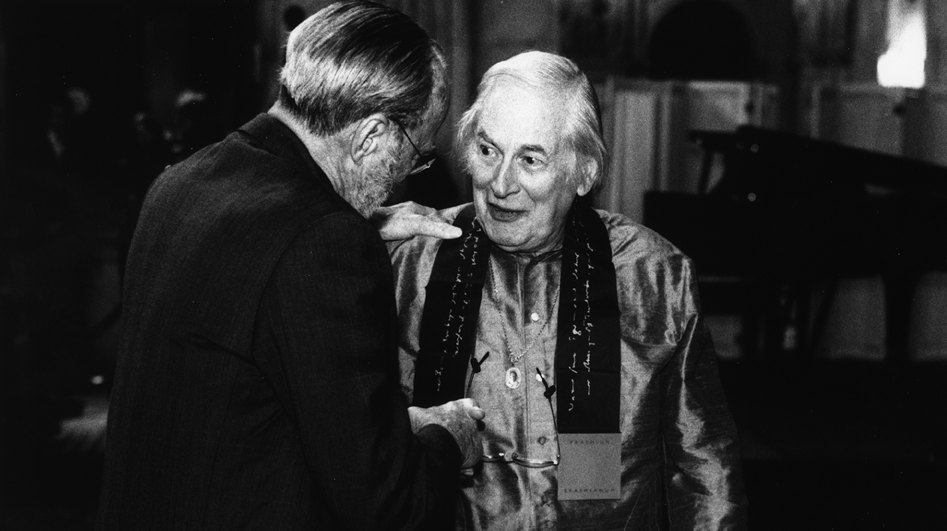

آلن دیویدسون (به انگلیسی: Alan Davidson)، (زاده ۳۰ مارس ۱۹۲۴ - درگذشته ۲ دسامبر ۲۰۰۳) دیپلمات و تاریخ‌نگار بریتانیایی بود که بیشتر به خاطر نوشته‌ها و ویرایشهایی که در مورد غذا و خوراک‌شناسی انجام داده شناخته شده است. او نویسنده دائرةالمعارف ۹۰۰ صفحه‌ای آکسفورد در مورد غذا است.

## افتخارات

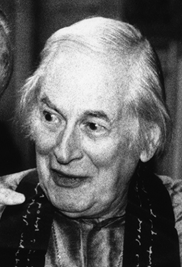
آلن دیویدسون جایزه اراسموس 2003 را از شاهزاده برنهارد (هلند) دریافت کرد. عکس: با حسن نیت از بنیاد پریمیوم اراسمیانوم.

آلن دیویدسون در سال ۲۰۰۳ جایزه اراسموس را دریافت کرد.
در ۱۷ مارس سال ۲۰۱۰شبکه چهار بی‌بی‌سی در بریتانیا مستندی را با نام تصویری از آلن دیویدسون « مردی که همه چیز را خورد.» به کارگردانی اندرو گراهام دیکسون نشان داد.